# Hansenia phaea
Hansenia phaea är en växtart i släktet Hansenia och familjen flockblommiga växter.
Arten är en perenn ört som förekommer i sydvästra Sichuan och nordvästra Yunnan i Kina. Den beskrevs som Haplosphaera phaea av Heinrich von Handel-Mazzetti 1920, och fick sitt nu gällande namn av J.B.Tan & X.G.Ma 2020.